# Фонтана (Парма)
Фонтана (итал. Fontana) је насеље у Италији у округу Парма, региону Емилија-Ромања.
Према процени из 2011. у насељу је живело 21 становника. Насеље се налази на надморској висини од 569 м.